# Rapid JC in het seizoen 1958/59
Het seizoen 1958/1959 was het vijfde jaar in het bestaan van de Kerkraadse betaaldvoetbalclub Rapid JC. De club kwam uit in de Eredivisie en eindigde daarin op de tweede plaats. Tevens deed de club mee aan het toernooi om de KNVB Beker, hierin werd in de halve finale verloren van VVV (0–1).

## Wedstrijdstatistieken

### Eredivisie
|       | ADO   | Ajax  | Blauw-Wit | DOS   | DWS/A | Elinkwijk | Sportclub Enschede | Feijenoord | Fortuna '54 | MVV   | NAC   | NOAD  | PSV   | SHS   | Sparta | VVV   | Willem II |
| ----- | ----- | ----- | --------- | ----- | ----- | --------- | ------------------ | ---------- | ----------- | ----- | ----- | ----- | ----- | ----- | ------ | ----- | --------- |
| Thuis | 6 – 0 | 4 – 1 | 3 – 1     | 2 – 0 | 1 – 0 | 2 – 1     | 3 – 1              | 3 – 3      | 0 – 0       | 3 – 1 | 2 – 3 | 5 – 3 | 2 – 1 | 2 – 1 | 0 – 0  | 2 – 1 | 4 – 0     |
| Uit   | 2 – 2 | 0 – 2 | 1 – 2     | 2 – 1 | 2 – 0 | 1 – 3     | 1 – 0              | 2 – 0      | 0 – 1       | 2 – 2 | 0 – 3 | 0 – 1 | 1 – 1 | 0 – 1 | 0 – 0  | 1 – 1 | 2 – 0     |

### KNVB beker
| 1e ronde                                           | Rapid JC | 12 – 0 (8 – 0) | Hoensbroek                                                      |
| 1 januari 1959 Plaats: Kerkrade Kaalheide          | Giel Haenen 10', 12', 20' Mat Loo 15', 24', 48' Jan Gösgens 31', 39' Hubert Hanneman 42', 56', 57' Hub Bisschops 72' |                |                                                                 |
| 2e ronde                                           | Rapid JC | 1 – 0 (0 – 0)  | Roda Sport                                                      |
| 7 februari 1959 Plaats: Kerkrade Kaalheide         | Jan Gösgens 48' |                |                                                                 |
| 3e ronde                                           | Rapid JC | 4 – 1 (2 – 0)  | Helmondia '55                                                   |
| 10 mei 1959 Plaats: Kerkrade Kaalheide             | Jan Gösgens 14' Mat Loo 38', 71' Wiel Smeets 65' (pen.)                                                              |                | 61' André Hofman                                                |
| 4e ronde                                           | NOAD | 2 – 5 (0 – 0)  | Rapid JC                                                        |
| 28 mei 1959 Plaats: Tilburg Gemeentelijk Sportpark | Gerrit Wilborts Jan Meijer                                                                                           |                | –', –' Giel Haenen 80' Hubert Hanneman Huub Janssen Jan Gösgens |
| Kwartfinale                                        | Rapid JC | 2 – 0 (1 – 0)  | NAC                                                             |
| 4 juni 1959 Plaats: Kerkrade Kaalheide             | Hubert Hanneman 38' Giel Haenen 50'                                                                                  |                |                                                                 |
| Halve finale                                       | VVV | 1 – 0 (0 – 0)  | Rapid JC                                                        |
| 10 juni 1959 Plaats: Nijmegen Goffertstadion       | Herman Teeuwen 57'                                                                                                   |                |                                                                 |

## Statistieken Rapid JC 1958/1959

### Eindstand Rapid JC in de Nederlandse Eredivisie 1958 / 1959
| Stand | Gespeeld | Gewonnen | Gelijk | Verloren | Punten | Doelpunten voor | Doelpunten tegen |
| ----- | -------- | -------- | ------ | -------- | ------ | --------------- | ---------------- |
| 2e    | 34       | 20       | 8      | 6        | 48     | 64              | 34               |

### Topscorers
| #                    | Naam            | Goal |
| -------------------- | --------------- | ---- |
| 1.                   | Mat Loo         | 18   |
| 2.                   | Giel Haenen     | 14   |
| 3.                   | Hub Bisschops   | 7    |
| 3.                   | Hub Lenz        | 7    |
| 5.                   | Hubert Hanneman | 5    |
| 6.                   | Hein Schaffrath | 3    |
| 7.                   | Jan Gösgens     | 2    |
| 7.                   | Hennie Hollink  | 2    |
| 7.                   | Wiel Smeets     | 2    |
| 10.                  | Frans Stalman   | 1    |
| Onbekende doelpunten |                 |      |
| –                    | Onbekend        | 3    |
| Totaal               | Totaal          | 64   |

| #      | Naam            | Goal |
| ------ | --------------- | ---- |
| 1.     | Giel Haenen     | 6    |
| 2.     | Jan Gösgens     | 5    |
| 2.     | Hubert Hanneman | 5    |
| 2.     | Mat Loo         | 5    |
| 5.     | Hub Bisschops   | 1    |
| 5.     | Huub Janssen    | 1    |
| 5.     | Wiel Smeets     | 1    |
| Totaal | Totaal          | 24   |

## Voetnoten
ADO ·
Ajax ·
Blauw-Wit ·
DOS ·
DWS/A ·
Elinkwijk ·
Sportclub Enschede ·
Feijenoord ·
Fortuna '54 ·
MVV ·
NAC ·
NOAD ·
PSV ·
Rapid JC ·
SHS ·
Sparta ·
VVV ·
Willem II